# Тобіас Йоганн Маєр
Тобіас Йоганн Маєр (нім. Tobias Mayer; 17 лютого 1723, Марбах-ам-Некар — 20 лютого 1762, Геттінген) — німецький астроном та картограф.

## Життєпис
Родився в Марбаху (Вюртемберг). Самостійно вивчив астрономію й математику. У 1746—1751 працював у Картографічному бюро в Нюрнберзі, з 1751 — професор математики Геттінгенського університету, з 1754 — також директор обсерваторії цього університету.
Наукові роботи належать до спостережної астрономії. У 1747—1748, користуючись мікрометром власної конструкції, виконав велике число вимірювань кутового діаметру Місяця й визначень моментів проходження Місяця через меридіан; визначив з високою точністю селенографічні координати 89 деталей на Місяці, які послужили топографічною основою складеної ним карти Місяця (видана в 1775). З аналізу цих спостережень, а також пізніших, виконаних ним у Геттінгені, Маєр знайшов повне геометричне пояснення лібрації Місяця, установив положення її осі обертання, підтвердив виявлене Е. Галлеєм вікове прискорення Місяця та визначив його величину.
Найважливішим досягненням Маєра було обчислення місячних і сонячних таблиць, опублікованих у 1755. У цих таблицях, уперше складених на основі вдалого поєднання теорії зі спостереженнями, використовували дані теорії Ейлера для найголовніших нерівностей руху Місяця, а чисельні значення членів відповідних рядів вибиралися так, щоб вони краще узгоджувалися зі спостережними даними. Маєр добився розбіжностей між теорією й спостереженнями, що не перевищують 1,5', що мало важливе значення в той час, оскільки рух Місяця використовували для відліку гринвіцького часу та визначення довготи. У 1765 Британське адміралтейство нагородило роботу Маєра премією, оголошеною ще в 1713 за розробку методу знаходження довготи в морі. Місячні таблиці Маєра, покладені в основу методу, були покращені Дж. Бредлі та видані в 1770 разом зі складеними Маєром описом методу й інструкціями із застосування таблиць. На основі спостережень О. К. Ремера, Н. Л. Лакайля та своїх, Маєр вивів власні рухи 57 зірок; ця робота зіграла велику роль у подальшому розвитку зоряної астрономії. Склав каталог розташувань 998 зодіакальних зірок (виданий у 1775). Розробив теорію похибок (колімації, нахилу, азимута) пасажного інструменту.

## Картограф
Вніс великий внесок до розвитку картографії. Поліпшив методику складання карт, удосконалив деякі кутовимірні і картографічні інструменти.
1765 р. карта – “Map of the Kingdom of Poland and the Grand Dutchy of Lithuania, from Tob. Mayer of the Cosmographical Society of  Nuremberg,”. Видавництво Лондон, формат мапи  45.5 x 53.5 см. Напис UKRAIN (Україна) зображено великими літерами й охоплює територію від м. Ярослава та м. Перемишля (тепер Польща) до Дніпра. UKRAIN (Україна) ототожнюється з Червоною Руссю (RED RUSSIA). Позначено українські історико-географічні землі: Russia (Русь) – територія Західної України, Podolia (Поділля), Volhynia (Волинь), Pokutia (Покуття). Полісся позначене на карті як Podolia (Поділля)..